# Allocation pour frais d'emploi des journalistes
L'Allocation pour frais d'emploi des journalistes est une composante marginale du système des aides à la presse en France.

## Histoire
Un peu avant l'adoption de la Loi Brachard créant en 1935 un statut du journaliste professionnel, l'Assemblée nationale a voté en 1934 l'allocation pour frais d'emploi des journalistes, autorisant tous les  titulaires de la carte de presse, nouvellement créée, à déduire 30 % de leurs revenus bruts pour calculer leur revenu imposable.
Le gouvernement d'Alain Juppé a ensuite décidé de supprimer cette allocation en 1996. En 1998, sous le gouvernement de Lionel Jospin, un nouveau système a été mis en place, permettant à chaque journaliste de déduire de son revenu, pour établir son revenu imposable, une somme forfaitaire plafonnée à 7 650 €, qui correspond aux dépenses spécifiques liées au travail de journaliste. Ce montant n'a pas été relevé depuis 1998.

## Impact pour les journalistes
Pour un journaliste confirmé, gagnant 3 000 euros net par mois (3 700 bruts) sur douze mois, soit 36 000 euros par an, cette déduction diminue son revenu imposable de 18 %. S'il a deux enfants et subit un taux d'imposition d'un dixième de son revenu, l'avantage fiscal représente 7 650 euros par an.

## Polémique lors du vote du budget 2013
Lors du débat sur le projet de loi de finances 2013, une vingtaine de députés UMP, conduits par Jean-Pierre Gorges, ont déploré que les députés « voient le montant de leur IRFM (indemnité représentative de frais de mandat) être réduite de 10 % » et estimé donc « normal qu'une baisse du montant de l'avantage fiscal dont bénéficient les journalistes puissent être appliquée ». Le ministre du budget Jérôme Cahuzac s'y est opposé en estimant qu'il « s'agit moins d'une aide à une catégorie professionnelle » qu'une des « aides à la presse écrite », secteur « en situation très délicate à l'heure actuelle et indispensable à la démocratie ». Le député UMP de l'Ain Étienne Blanc, qui fut rapporteur de la loi sur la protection des sources d'information des journalistes de 2010, a accusé alors le gouvernement d’avoir épargné les « niches fiscales » des journalistes.

## Manque à gagner pour le budget de l'État
La France compte 37 000 titulaires de la carte de presse, dont un quart de journalistes pigistes. Cette aide à la presse représente environ 20 millions d'euros par an, soit un peu plus de 1 % du total des aides à la presse en France.